# Zvi Gabai

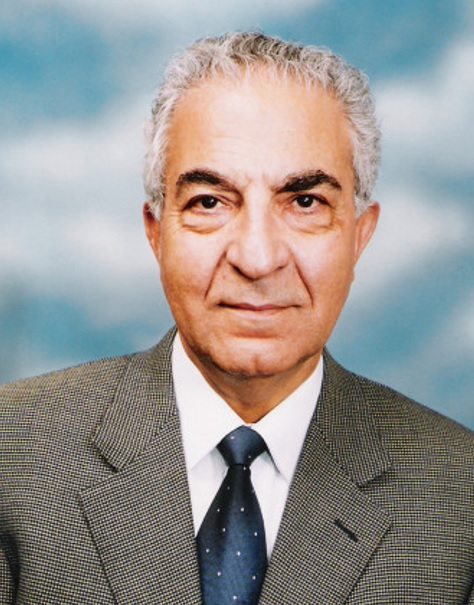
Zvi Gabai

Zvi Gabai (* 25. Dezember 1938 in Bagdad, Königreich Irak; † 27. Juli 2018) war ein israelischer Diplomat, Autor und Übersetzer.
Gabai emigrierte 1951 nach Israel. Er studierte an der Hebräischen Universität in Jerusalem und erhielt dort einen Bachelor of Arts in Politikwissenschaft. An der University of Pennsylvania in den USA erwarb er einen Master of Arts in Middle Eastern Studies und Islamic Studies.
Nach Beendigung seines Studiums wurde Gabai im israelischen Außenministerium tätig. Seine ersten Posten führten ihn zurück in die Vereinigten Staaten, wo er Konsul an den israelischen Generalkonsulaten in Philadelphia und San Francisco war. Nach der Aufnahme diplomatischer Beziehungen zwischen Ägypten und Israel wurde er der erste political counselor an der israelischen Botschaft in Kairo. Später wurde er Direktor der Ägypten-Abteilung im israelischen Außenministerium. Während seiner weiteren diplomatischen Karriere bekleidete Gabai den Posten des israelischen Generalkonsuls in Sydney und war nach der Eröffnung der israelischen Botschaft in Dublin 1994 der erste in Irland residierende israelische Botschafter. Danach war er stellvertretender Generaldirektor im israelischen Außenministerium in Jerusalem, mit Zuständigkeit für Asien und den Pazifik.
Gabai veröffentlichte mehrere Artikel über den Nahen Osten und zu anderen Themen. Des Weiteren übersetzte er moderne arabische Poesie. Nach seinem Ausscheiden aus dem diplomatischen Dienst war er vor allem als Lecturer aktiv. Juni 2009 wurde er Board Member des Jerusalem College of Engineering.